# Macon Blair
Macon Blair (Alexandria, 1974) è un attore, regista, sceneggiatore e produttore cinematografico statunitense.

## Biografia
Nato ad Alexandria, Virginia, Blair è un attore attivo principalmente nel cinema indipendente statunitense. Ha lavorato con l'amico d'infanzia Jeremy Saulnier, che lo ha diretto nei film Murder Party, Blue Ruin e Green Room.
Debutta alla regia con il film I Don't Feel at Home in This World Anymore, presentato al Sundance Film Festival 2017 dove ha vinto il Gran premio della giuria: U.S. Dramatic. Il film è stato distribuito attraverso Netflix. È autore della sceneggiatura di Small Crimes, con Nikolaj Coster-Waldau, distribuito sempre attraverso Netflix.

## Filmografia

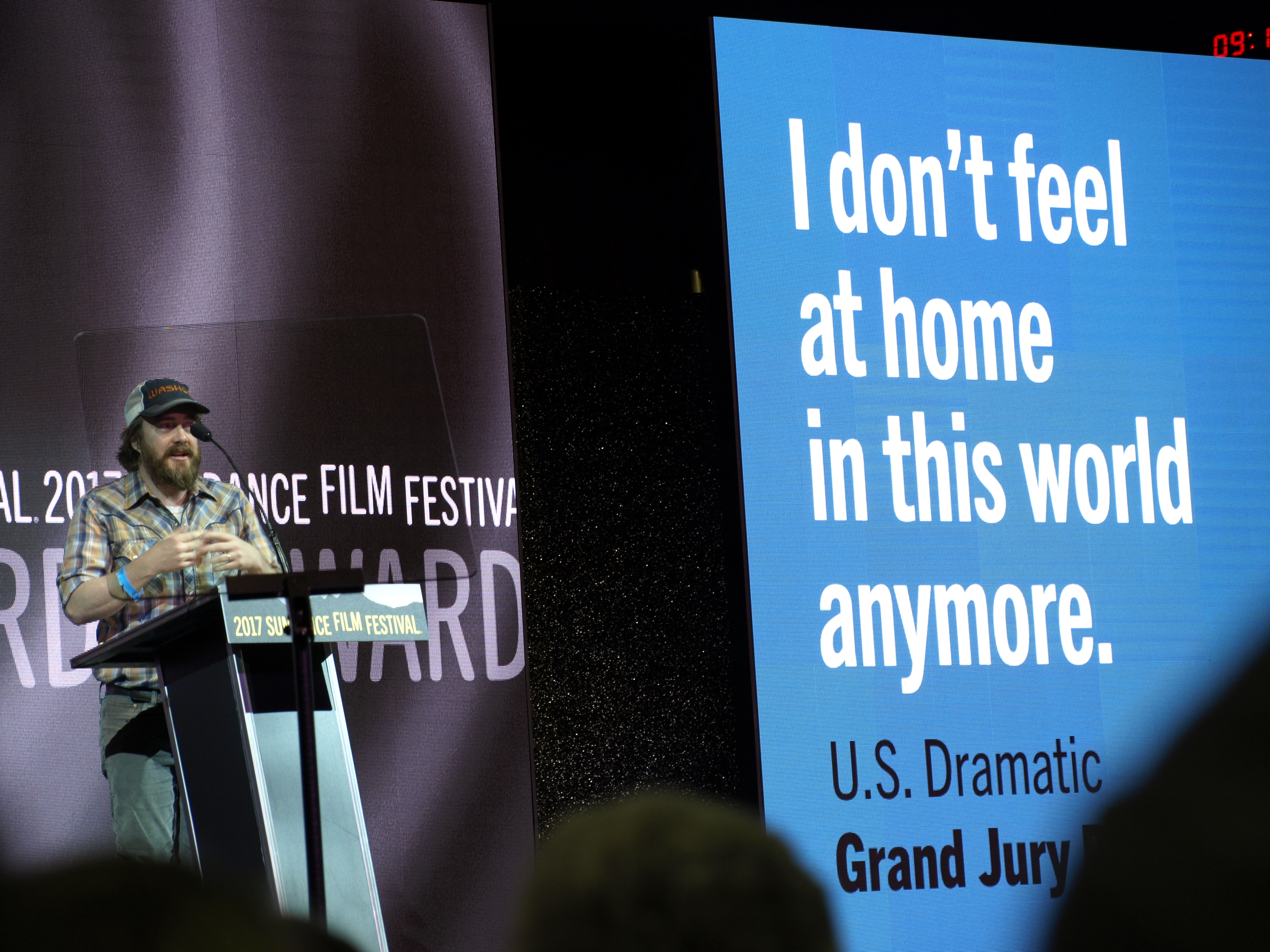
Macon Blair ritira il Gran premio della giuria: U.S. Dramatic al Sundance Film Festival.

### Attore

#### Cinema
- Gretchen, regia di Steve Collins (2006)
- Murder Party, regia di Jeremy Saulnier (2007)
- Side by Each, regia di Rich Allen (2008)
- 7 Couches, regia di Chris Connolly (2009)
- You Hurt My Feelings, regia di Steve Collins (2011)
- The Man from Orlando, regia di Craig Elrod (2012)
- Hellbenders, regia di J.T. Petty (2012)
- Blue Ruin, regia di Jeremy Saulnier (2013)
- Green Room, regia di Jeremy Saulnier (2015)
- Gold - La grande truffa (Gold), regia di Stephen Gaghan (2016)
- I Don't Feel at Home in This World Anymore, regia di Macon Blair (2017)
- Small Crimes, regia di E.L. Katz (2017)
- Mustang Island, regia di Craig Elrod (2017)
- Un sogno chiamato Florida (The Florida Project), regia di Sean Baker (2017)
- La truffa dei Logan (Logan Lucky), regia di Steven Soderbergh (2017)
- Hold the Dark, regia di Jeremy Saulnier (2018)
- American Woman, regia di Jake Scott (2018)
- The Hunt, regia di Craig Zobel (2020)
- I Care a Lot, regia di J Blakeson (2020)
- Oppenheimer, regia di Christopher Nolan (2023)

#### Televisione
- Law & Order - Unità vittime speciali (Law & Order: Special Victims Unit) - serie TV, episodio 9x12 (2008)

### Regista
- I Don't Feel at Home in This World Anymore (2017)
- The Toxic Avenger (2023)

### Sceneggiatore
- La zampa di scimmia (The Monkey's Paw), regia di Brett Simmons (2013)
- I Don't Feel at Home in This World Anymore, regia di Macon Blair (2017)
- Small Crimes, regia di E.L. Katz (2017)
- Hold the Dark, regia di Jeremy Saulnier (2018)
- The Toxic Avenger (2023)
- Brothers, regia di Max Barbakow (2024)

## Doppiatori italiani
Nelle versioni in italiano delle opere in cui ha recitato, Macon Blair è stato doppiato da:
- Roberto Stocchi in Law & Order - Unità vittime speciali
- Luigi Ferraro in Gold - La grande truffa
- Oreste Baldini ne La truffa dei Logan
- Roberto Gammino in Hold the Dark
- Gianluca Solombrino in The Hunt
- Emiliano Coltorti in I Care a Lot
- Fabrizio Vidale in Oppenheimer